# Cynanchum mulegense
Cynanchum mulegense är en oleanderväxtart som beskrevs av Ira Loren Wiggins. Cynanchum mulegense ingår i släktet Cynanchum och familjen oleanderväxter. Inga underarter finns listade i Catalogue of Life.